# 佩托斯基
佩托斯基（Petoskey）是美国密歇根州下半岛西北部的城市，密歇根湖东岸的湖港，也是艾梅特郡的首府。城市名来源于当地渥太华部印第安人的语言，意思为“阳光穿过云层”或“旭日的光” 。该城市也是芝加哥-西密歇根铁路的终点。佩托斯基因盛产佩托斯基石（Petoskey Stone）而著名。城市面积为13.7平方公里，海拔203米。美国第31号和131号公路穿过市区。市区设有中北密歇根学院。